# 21 cm Mörser 10
De 21 Mörser 10 was een zware Houwitser gebruikt door Duitsland in de Eerste Wereldoorlog. Het verving de 21 cm Mörser 99, dat een terugslagsysteem ontbrak. Voor het transport demonteerde men het in twee delen en sommige houwitsers kregen ook een kanonschild, dat ter bescherming van de artilleristen moest dienen.
In het begin van de Eerste Wereldoorlog beschikte Duitsland over 216 stuks. Later werden deze vervangen door de 21 cm Mörser 16, die ook bekendstond als de Langer 21 cm Mörser, want het was eigenlijk dezelfde houwitser, maar met een langere loop, bestemd voor een groter bereik.
10,5 cm leFH 16 · 120 mm Krupp M1905 ·  15 cm sFH 02 · 15 cm sFH 13  · 21 cm Mörser 10  ·  42 cm Gamma Mörser ·  Dikke Bertha